# Freethielstadion
Das Freethielstadion (kurz Freethiel) ist ein Fußballstadion in der belgischen Stadt Beveren der Provinz Ostflandern. Es ist die Heimspielstätte des Fußballvereins KV Red Star Waasland – Sportkring Beveren, kurz: SK Beveren. Der gesamte Komplex besteht aus zehn Fußballfeldern und einer Fitnesshalle. Die Spielstätte bietet auf ihren vier Tribünen 8190 Plätze.

## Tribünen
- Gesamtkapazität: 8190 Plätze[1]
- Überdachte Stehplätze: 3515
- Nicht überdachte Stehplätze: 3000
- Businesssitze: 1166
- Sitzplätze für Ehrengäste und Offizielle: 240
- Businessseats im Themacafé: 210
- Skyboxen: 14

## Galerie

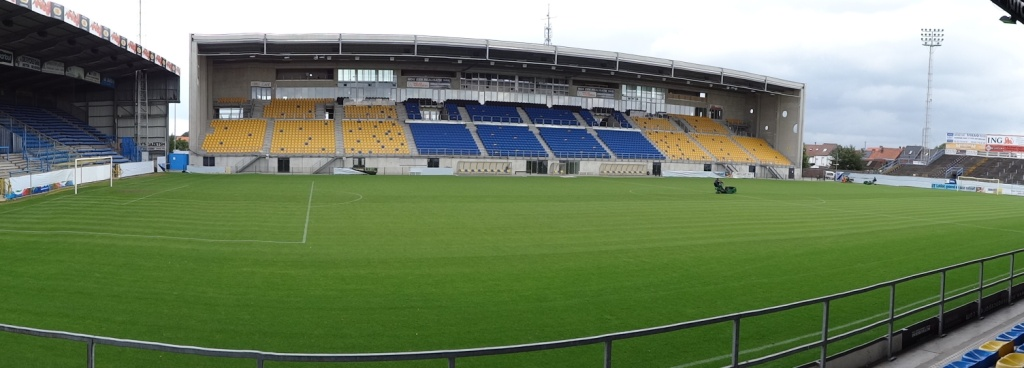
Die Haupttribüne